# Застава Габона
Застава Габона је усвојена 5. августа 1960. 
Боје на застави су зелена, златна и плава. Боје симболизују следеће:
- зелена боја представља шуме,
- златна боја представља екватор
- плава боја море.

## Галерија
- Стандарта Председника Габона
- Застава Габона
(1959-1960)